# Xe đạp tại Đại hội Thể thao Đông Nam Á 2019
Xe đạp tại Đại hội Thể thao Đông Nam Á năm 2019 diễn ra từ ngày 1 đến ngày 10 tháng 12 tại khu vực Tagaytay, Philippines. Chương trình thi đấu gồm 3 phân môn chính với tổng cộng 13 nội dung tranh huy chương:
Phân môn xe đạp BMX, với các nội dung đua cá nhân (racing), tính giờ và freestyle flatland.
Phân môn xe đạp địa hình gồm hai nội dung phổ biến là đổ đèo (downhill) và đua băng đồng (cross‑country) cho cả nam và nữ.
Phân môn xe đạp đường trường với nhiều nội dung và hình thức bao gồm đua tính giờ, đua đường trường cá nhân cho cá nhân, đồng đội của cả nam và nữ.

## Bảng huy chương
| Hạng               | Đoàn               | Vàng | Bạc | Đồng | Tổng số |
| ------------------ | ------------------ | ---- | --- | ---- | ------- |
| 1                  | Thái Lan           | 7    | 2   | 4    | 13      |
| 2                  | Philippines        | 3    | 4   | 4    | 11      |
| 3                  | Việt Nam           | 2    | 1   | 0    | 3       |
| 4                  | Indonesia          | 1    | 4   | 2    | 7       |
| 5                  | Singapore          | 0    | 1   | 2    | 3       |
| 6                  | Lào                | 0    | 1   | 0    | 1       |
| 7                  | Malaysia           | 0    | 0   | 1    | 1       |
| Tổng số (7 đơn vị) | Tổng số (7 đơn vị) | 13   | 13  | 13   | 39      |

## Tóm tắt kết quả

### Xe đạp BMX

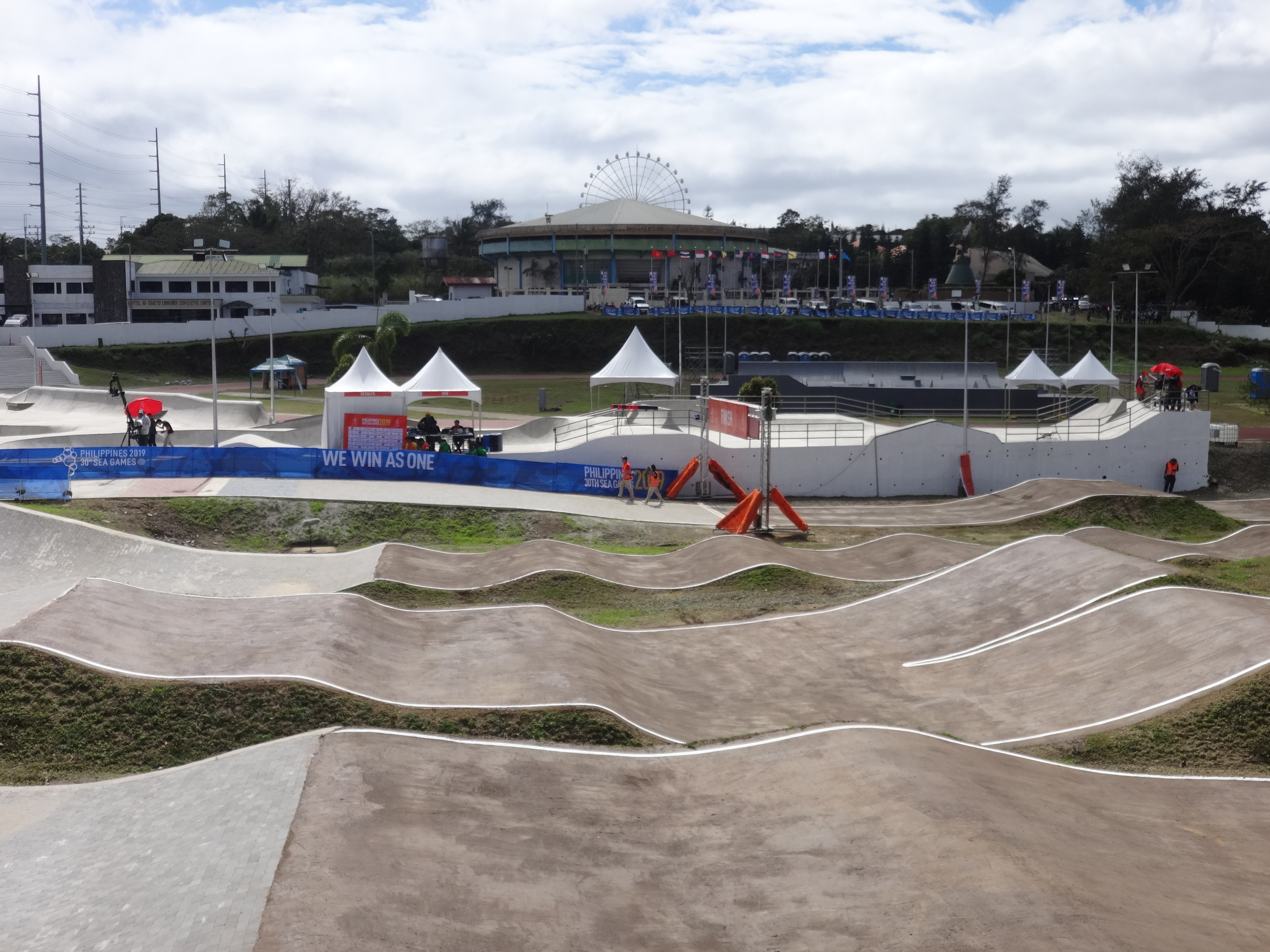
Đường đua xe đạp BMX tại Tagaytay Skatepark.

| Nội dung                | Vàng                         | Bạc                                 | Đồng                                                 |
| ----------------------- | ---------------------------- | ----------------------------------- | ---------------------------------------------------- |
| Cá nhân nam             | Komet Sukprasert · Thái Lan  | Daniel Caluag · Philippines         | Somkid Haratawan · Thái Lan                          |
| Tính giờ cá nhân nam    | Komet Sukprasert · Thái Lan  | Toni Syarifudin · Indonesia         | Sittichok Kaewsrikhao · Thái Lan                     |
| Freestyle flat land nam | Pakphum Poosa-Art · Thái Lan | Chutchalerm Chaiwirotwit · Thái Lan | Sheikh Muhammad Taslim Shaikh Mohd Raziff · Malaysia |

### Xe đạp địa hình
| Nội dung          | Vàng                             | Bạc                               | Đồng                             |
| ----------------- | -------------------------------- | --------------------------------- | -------------------------------- |
| Đổ đèo nam        | John Derick Farr · Philippines   | Eleazar Barba Jr. · Philippines   | Andy Prayoga · Indonesia         |
| Đua băng đồng nam | Keerati Sukprasart · Thái Lan    | Niño Surban · Philippines         | Edmhel John Flores · Philippines |
| Đổ đèo nữ         | Lea Denise Belgira · Philippines | Tiara Andini Prastika · Indonesia | Vipavee Deekaballes · Thái Lan   |
| Đua băng đồng nữ  | Đinh Thị Như Quỳnh · Việt Nam    | Cà Thị Thơm · Việt Nam            | Avegail Rombaon · Philippines    |

### Xe đạp đường trường
| Nội dung                  | Vàng | Bạc | Đồng                                                                                                  |
| ------------------------- | --- | --- | --- |
| Tính giờ cá nhân nam      | Aiman Cahyadi · Indonesia | Thanakhan Chaiyasombat · Thái Lan                                                                          | Goh Choon Huat · Singapore                                                                            |
| Tính giờ đồng đội nam     | Thái Lan · Turakit Boonratanathanakorn · Navuti Liphongyu · Peerapol Chawchiangkwang · Sarawut Sirironnachai                          | Indonesia · Aiman Cahyadi · Muhammad Abdurrohman · Odie Setiawan · Robin Manullang                         | Philippines · Jhon Mark Camingao · Jan Paul Morales · Ronald Oranza · George Oconer                   |
| Đường trường cá nhân nam  | Sarawut Sirironnachai · Thái Lan | Ariya Phounsavath · Lào                                                                                    | Goh Choon Huat · Singapore                                                                            |
| Đường trường đồng đội nam | Thái Lan · Turakit Boonratanathanakorn · Thanakhan Chaiyasombat · Navuti Liphongyu · Peerapol Chawchiangkwang · Sarawut Sirironnachai | Indonesia · Aiman Cahyadi · Jamalidin Novardianto · Muhammad Abdurrohman · Odie Setiawan · Robin Manullang | Philippines · Jonel Carcueva · El Joshua Cariño · Marcelo Felipe · Ismael Grospe Jr. · Junrey Navarra |
| Tính giờ cá nhân nữ       | Jermyn Prado · Philippines | Luo Yiwei · Singapore                                                                                      | Phetdarin Somrat · Thái Lan                                                                           |
| Đường trường cá nhân nữ   | Nguyễn Thị Thật · Việt Nam | Jermyn Prado · Philippines                                                                                 | Ayustina Delia Priatna · Indonesia                                                                    |